# Supercopa Adriàtica de bàsquet
La Supercopa Adriàtica de bàsquet, també anomenada ABA League Supercup o ABA Super Cup, és una competició de bàsquet professional que reuneix els 8 millors clubs de la Lliga Adriàtica de bàsquet. És una competició regional, que es disputa entre equips de sis països: Bòsnia i Hercegovina, Croàcia, Sèrbia, Montenegro, Eslovènia i de Macedònia del Nord; la majoria d'aquests països són repúbliques que van formar part de l'antiga Iugoslàvia.
Els clubs participants en la lliga adriàtica, també participen en les seves respectives lligues domèstiques. La competició ha inspirat una competició similar als països bàltics, la Lliga Bàltica de bàsquet.

## Finals
| Any  | Guanyador                                  | Resultat                                   | Finalista                                  |
| ---- | ------------------------------------------ | ------------------------------------------ | ------------------------------------------ |
| 2017 | KK Cedevita                                | 78–69                                      | KK Budućnost                               |
| 2018 | KK Crvena zvezda                           | 89–75                                      | KK Budućnost                               |
| 2019 | KK Partizan                                | 99–77                                      | KK Cedevita Olimpija                       |
| 2020 | No disputada degut la pandèmia de COVID-19 | No disputada degut la pandèmia de COVID-19 | No disputada degut la pandèmia de COVID-19 |

## Palmarès
| Club                 | Guanyador | Finalista |
| -------------------- | --------- | --------- |
| KK Cedevita          | 1         | 0         |
| KK Crvena Zvezda     | 1         | 0         |
| KK Partizan          | 1         | 0         |
| KK Budućnost         | 0         | 2         |
| KK Cedevita Olimpija | 0         | 1         |